# Natsagiyn Bagabandi
Dans ce nom mongol, le nom de famille, Natsagiyn, précède le nom personnel.
Natsagiyn Bagabandi (mongol : Нацагийн Багабанди, né le 22 avril 1950 à Yaruu, Zavkhan) est un homme politique mongol, membre du Parti révolutionnaire du peuple mongol (PRPM) et chef de l'État du 20 juin 1997 au 24 juin 2005.

## Biographie
En 1992, Bagabandi devient président du Grand Khoural, le Parlement mongol, fonction qu'il occupe jusqu'en 1997. Il se présente au nom du PRPM à la présidentielle du 18 mai 1997 qu'il remporte en battant largement le président sortant Punsalmaagiyn Ochirbat. Il obtient un second mandat le 20 mai 2001. Bagabandi ne pouvant pas, aux termes de la Constitution, se représenter lors de l'élection présidentielle du 22 mai 2005, Nambaryn Enkhbayar est élu au poste de président et lui succède le 24 juin suivant.